# اتحادیه اساسنی
اتحادیه اساسنی (به لاتین: Asasuni Union) یک منطقهٔ مسکونی در بنگلادش است که در Assasuni Upazila واقع شده‌است.